# Ryan Ufko
Ryan Ufko, född 7 maj 2003, är en amerikansk professionell ishockeyback som är kontrakterad till Nashville Predators i National Hockey League (NHL) och spelar för Milwaukee Admirals i American Hockey League (AHL).
Han har tidigare spelat för UMass Minutemen i National Collegiate Athletic Association (NCAA) och Chicago Steel i United States Hockey League (USHL).
Ufko draftades av Nashville Predators i fjärde rundan i 2021 års draft som 115:e spelare totalt.

## Statistik
| 2018–2019   | North Jersey Avalanche | AYHL        | 22  | 4  | 19 | 23 | 20 | —  | — | — | —  | — |
|             | North Jersey Avalanche | T1EHL       | 25  | 2  | 22 | 24 | 8  | —  | — | — | —  | — |
| 2019–2020   | Chicago Steel          | USHL        | 43  | 2  | 7  | 9  | 21 | —  | — | — | —  | — |
| 2020–2021   | Chicago Steel          | USHL        | 53  | 10 | 29 | 39 | 14 | 8  | 1 | 6 | 7  | 4 |
| 2021–2022   | UMass Minutemen        | NCAA        | 37  | 5  | 26 | 31 | 12 | —  | — | — | —  | — |
| 2022–2023   | UMass Minutemen        | NCAA        | 32  | 8  | 16 | 24 | 25 | —  | — | — | —  | — |
| 2023–2024   | UMass Minutemen        | NCAA        | 37  | 10 | 16 | 26 | 14 | —  | — | — | —  | — |
|             | Milwaukee Admirals     | AHL         | 9   | 1  | 5  | 6  | 4  | 15 | 1 | 9 | 10 | 6 |
| 2024–2025   | Nashville Predators    | NHL         | 1   | 0  | 0  | 0  | 0  | —  | — | — | —  | — |
|             | Milwaukee Admirals     | AHL         | 71  | 8  | 21 | 29 | 14 | —  | — | — | —  | — |
| NHL totalt  | NHL totalt             | NHL totalt  | 1   | 0  | 0  | 0  | 0  | —  | — | — | —  | — |
| AHL totalt  | AHL totalt             | AHL totalt  | 80  | 9  | 26 | 35 | 18 | 15 | 1 | 9 | 10 | 6 |
| NCAA totalt | NCAA totalt            | NCAA totalt | 106 | 23 | 58 | 81 | 51 | —  | — | — | —  | — |
| USHL totalt | USHL totalt            | USHL totalt | 96  | 12 | 36 | 48 | 35 | 8  | 1 | 6 | 7  | 4 |

### Internationellt
| Källa: Uppdaterad: 2025-04-16 | Källa: Uppdaterad: 2025-04-16 | Källa: Uppdaterad: 2025-04-16 |         | Utv = Utvisningsminuter | Utv = Utvisningsminuter | Utv = Utvisningsminuter | Utv = Utvisningsminuter | Utv = Utvisningsminuter |
| År                            | Lag                           | Mästerskap                    | Matcher | Mål                     | Assists                 | Poäng                   | Utv                     |                         |
| ----------------------------- | ----------------------------- | ----------------------------- | ------- | ----------------------- | ----------------------- | ----------------------- | ----------------------- | ----------------------- |
| 2023                          | Kanada                        | JVM                           | 7       | 1                       | 9                       | 10                      | 2                       |                         |
| Junior totalt                 | Junior totalt                 | Junior totalt                 | 7       | 1                       | 9                       | 10                      | 2                       |                         |